# Johanna Klante

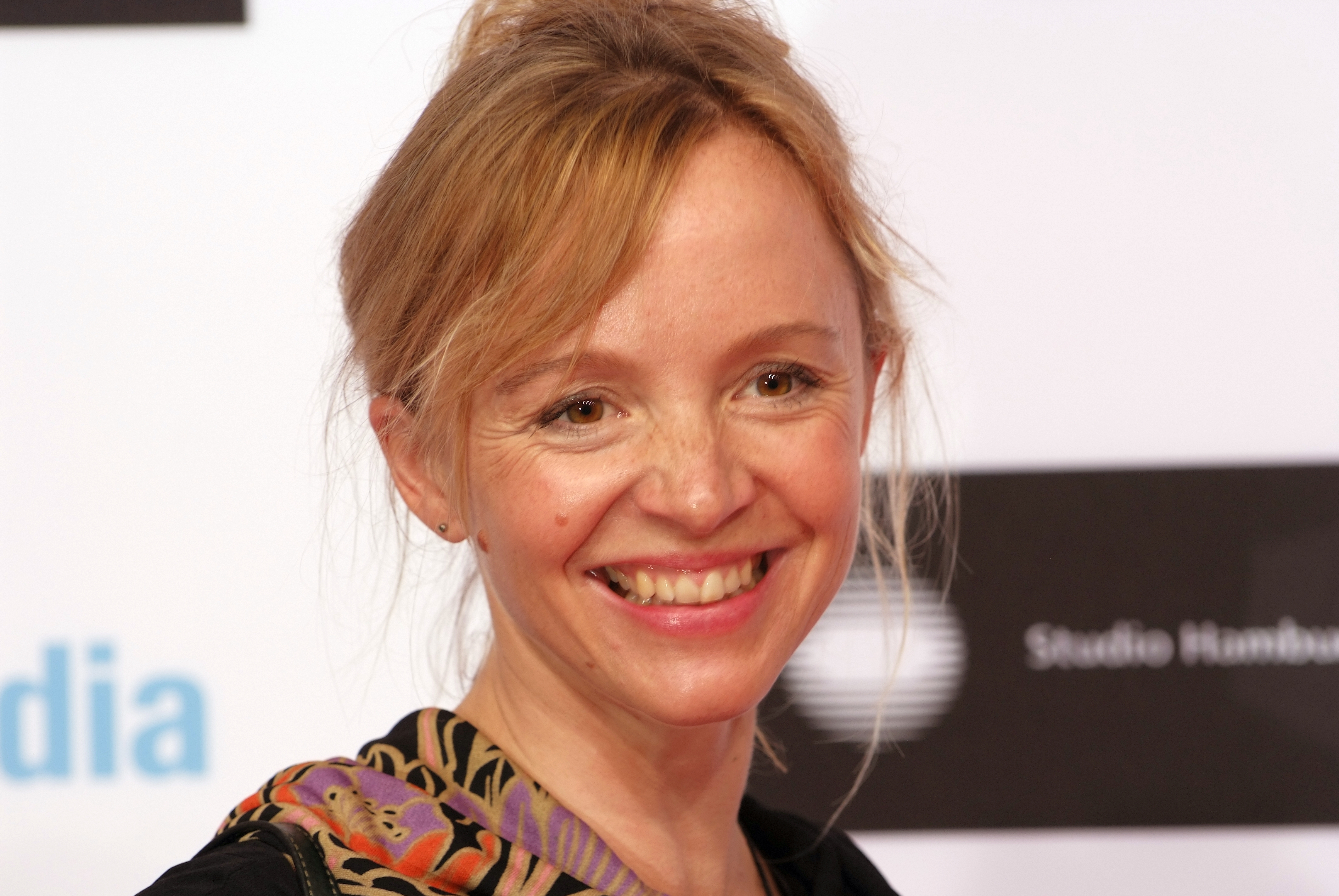
Johanna Klante bei der Verleihung des Studio Hamburg Nachwuchspreises 2012

Johanna Klante (* 1976 in München) ist eine deutsche Schauspielerin.

## Werdegang
Klante ist die Tochter des Regisseurs Diethard Klante und begann ihre Schauspielkarriere bereits in früher Kindheit. Ihr Vater gab der seinerzeit Sechsjährigen die Rolle der Hanni in der siebenteiligen Kurzfilm-Serie Hanni und Hilde erzählen Märchen, woraufhin aber erst einmal ihre Schulausbildung Vorrang hatte. Erst Anfang der 1990er Jahre setzte Klante, die niemals eine Schauspielschule besucht hat, ihre Karriere fort.
Ihr Engagement im Fernsehfilm Die Angst wird bleiben, in dem sie an der Seite von Heinz Hoenig und Constanze Engelbrecht spielen durfte, verdankte sie ihrem Vater, ebenso die durchgängige Hauptrolle Christina Robinson in der ARD-Vorabendserie Marienhof, durch die sie einem breiten Publikum bekannt wurde. Diese übernahm sie von den Zwillingen Clarissa und Veronika Handel, als die Serie zur Daily Soap umgestellt wurde. Da Kinder nur eine beschränkte Anzahl an Tagen drehen dürfen, musste das Zwillings-Pärchen die Rolle abgeben. Klante verkörperte diese von Januar 1995 bis Januar 1996.
Nebenbei sah man sie in Herrmann Zschoches Drama Wo das Herz zu Hause ist, in der Weihnachtsserie Frankie, in Nico Hofmanns Der große Abgang sowie im Kinofilm Schlaraffenland.
Kurze Zeit später wurde Klante von ihrem Vater in Die Nacht hat 17 Stunden besetzt, wo sie an der Seite von Sebastian Koch und erneut mit Hoenig spielen konnte. Im TV-Thriller Tod im Paradies verkörpert sie zudem die junge Lizzy, die auf einer Karibik-Insel spurlos verschwindet und von ihrem Vater, der von Richy Müller dargestellt wurde, gesucht wird.
In der englischsprachigen Kinoproduktion Bonhoeffer – Die letzte Stufe unter der Regie von Eric Till stand sie in der weiblichen Hauptrolle vor der Kamera. Dieser Film wurde 2000 beim Münchner Filmfest mit dem One-Future-Preis ausgezeichnet. Im Jahr 2002 wurde Klante zudem als beste Nachwuchsschauspielerin mit dem Günter-Strack-Fernsehpreis geehrt.
Neben weiteren Kinoproduktionen war sie in den letzten Jahren vermehrt in Krimiserien wie Der Alte, Siska, Tatort oder Polizeiruf 110 zu sehen. Von 2007 bis 2010 verkörpert Klante zudem die Jennifer Connelly in der ZDF-Serie Unsere Farm in Irland.

## Filmografie

### Kino
- 1995: Schlaraffenland
- 2000: Bonhoeffer – Die letzte Stufe
- 2003: Befreite Zone
- 2010: Black Forest

### Fernsehen
- 1992: Die Angst wird bleiben
- 1993: Wo das Herz zu Hause ist
- 1994: Der König (Fernsehserie, Folge Herz aus Gold)
- 1995–1996: Marienhof (Fernsehserie)
- 1995–2008: Der Alte (Fernsehserie, verschiedene Rollen, 8 Folgen)
- 1995: Der große Abgang
- 1995: Frankie
- 1996: Tod im Paradies
- 1996: Zwei zum Verlieben (Fernsehserie, 2 Folgen)
- 1996–1997: girl friends – Freundschaft mit Herz (Fernsehserie, 4 Folgen)
- 1996: Die Nacht hat 17 Stunden
- 1997: Eine Herzensangelegenheit
- 1997: Leben in Angst
- 1997, 1998: Derrick (Fernsehserie, verschiedene Rollen, 2 Folgen)
- 1998: Mein Kind muß leben
- 1998: Der Todesbus
- 1998: Tatort – Am Ende der Welt (Fernsehreihe)
- 1998: Sperling – Sperling und das schlafende Mädchen (Fernsehreihe)
- 1998–2008: Siska (Fernsehserie, verschiedene Rollen, 6 Folgen):
  - 1998: Folge 1: Der neue Mann
- 1998: Stubbe – Von Fall zu Fall – Stubbe und das fremde Mädchen (Fernsehreihe)
- 1999: Schwarz greift ein (Fernsehserie, Folge Die Beichte)
- 2000: Das Traumschiff – Seychellen (Fernsehreihe)
- 2000: Der Raub der Sabinerinnen
- 2001: Amokfahrt zum Pazifik
- 2001: Das Geheimnis der Mittsommernacht
- 2001: Ein Vater zum Verlieben
- 2001: Die Sitte (Fernsehserie, Folge Kaltes Blut)
- 2001: Der Fahnder (Fernsehserie, Folge Girlfriends)
- 2001: 1000 Meilen für die Liebe
- 2002: Hannas Baby
- 2002: Charlotte Link – Der Verehrer
- 2002: Polizeiruf 110 – Braut in Schwarz (Fernsehreihe)
- 2002: Der letzte Zeuge (Fernsehserie, Folge Die Entführung)
- 2003: Eiskalte Freunde
- 2004: Wolffs Revier (Fernsehserie, Folge Karambolage)
- 2005: Wilsberg – Schuld und Sünde (Fernsehreihe)
- 2005: Herzlichen Glückwunsch
- 2005: Bernds Hexe (Fernsehserie, Folge Das Hexenduell)
- 2006, 2016: SOKO Köln (Fernsehserie, verschiedene Rollen, 2 Folgen)
- 2006: Tod einer Freundin
- 2007–2010: Unsere Farm in Irland (Fernsehserie, 8 Folgen)
- 2008: SOKO Wismar (Fernsehserie, Folge Die Schläfer)
- 2008: Tatort – Seenot
- 2009: Die Rosenheim-Cops (Fernsehserie, Folge Tod im Milchsee)
- 2009, 2016, 2018: In aller Freundschaft (Fernsehserie, verschiedene Rollen, 3 Folgen)
- 2010: Emilie Richards – Denk nur an uns beide
- 2011: Spreewaldkrimi – Die Tränen der Fische (Fernsehreihe)
- 2011: SOKO Stuttgart  (Fernsehserie, Folge Sprung ins Nichts)
- 2011: Kreuzfahrt ins Glück – Hochzeitsreise nach Kroatien (Fernsehreihe)
- 2012: Der Bergdoktor (Fernsehserie, 3 Folgen)
- 2014: In gefährlicher Nähe
- 2014: Rosamunde Pilcher – Besetzte Herzen (Fernsehreihe)
- 2014: Hauptstadtrevier (Fernsehserie, Folge Schwesternkrieg)
- 2014: Dr. Klein (Fernsehserie, Folge Hoffnungen)
- 2014: Die Bergretter (Fernsehserie, Folge Wettersturz)
- 2015: Der Kriminalist (Fernsehserie, Folge Kleine Schritte)
- 2015: In aller Freundschaft – Die jungen Ärzte (Fernsehserie, Folge Abgestürzt)
- 2016: Frühling (Fernsehreihe) als Lehrerin Michelle Schmid:
  - 2016: Zeit für Frühling
  - 2016: Hundertmal Frühling
  - 2017: Schritt ins Licht
  - 2017: Zu früh geträumt
  - 2018: Mehr als Freunde
  - 2018: Gute Väter, schlechte Väter
  - 2018: Wenn Kraniche fliegen
  - 2018: Am Ende des Sommers
  - 2019: Familie auf Probe
  - 2019: Lieb mich, wenn du kannst
  - 2019: Das verlorene Mädchen
- 2016: Notruf Hafenkante (Fernsehserie, Folge Schuld)
- 2018: Daheim in den Bergen – Liebesreigen
- 2019: Das Traumschiff – Japan (Fernsehreihe)
- 2019: Letzte Spur Berlin
- 2020: Der Staatsanwalt – Todgeweiht
- 2021: Charité – Atemstillstand
- 2021: Das Traumschiff – Malediven/Thaa Atoll (Fernsehreihe)
- 2023: Praxis mit Meerblick – Schwindel (Fernsehreihe)

### Sonstiges
- 1994: Auftritt in der Dokumentation Casting About
- 1994: Auftritt in der Talkshow Leute am Donnerstag

## Theater
- 2000: Komödie am Kurfürstendamm in Berlin – Der Raub der Sabinerinnen (als Paula)
- 2005: Ernst Deutsch Theater in Hamburg – Die weiße Rose (als Sophie Scholl)